# Armée britannique dans la guerre d'indépendance des États-Unis

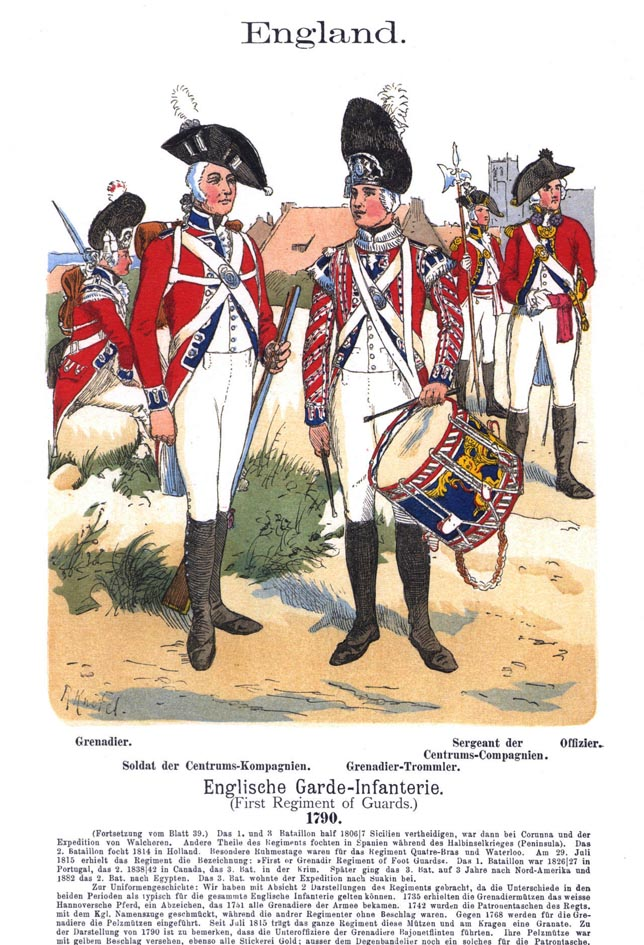
Les Tuniques rouges de l'infanterie britannique, dessin de Richard Knötel, 1890.

L'armée britannique (British Army) dans la guerre d'indépendance des États-Unis est la force militaire terrestre envoyée par le royaume de Grande-Bretagne pour combattre les insurgés nord-américains et leurs alliés entre 1775 et 1783. Elle obéit au gouvernement royal sous le contrôle du Parlement de Grande-Bretagne. Un corps d'officiers nobles, souvent plus soucieux de prestige social que d'efficacité, encadre une troupe mal payée et assez peu considérée. Un gros effort de recrutement, fondé sur les primes et l'enrôlement forcé, lui permet de doubler son effectif pendant le conflit. Initialement supérieure en nombre, armement et professionnalisme à l'armée indépendantiste levée par le Congrès continental, elle remporte plusieurs victoires mais, malgré l'appui de mercenaires allemands, de loyalistes américains et de nations amérindiennes alliées, elle est incapable de conserver son emprise sur le pays. L'intervention du corps expéditionnaire français, à partir de 1780, fait pencher la balance en faveur des insurgés. L'armée britannique finit par évacuer le pays en 1783 quand la Grande-Bretagne, lasse d'une guerre sans issue, reconnaît l'indépendance des États-Unis.

## Organisation

### Commandement

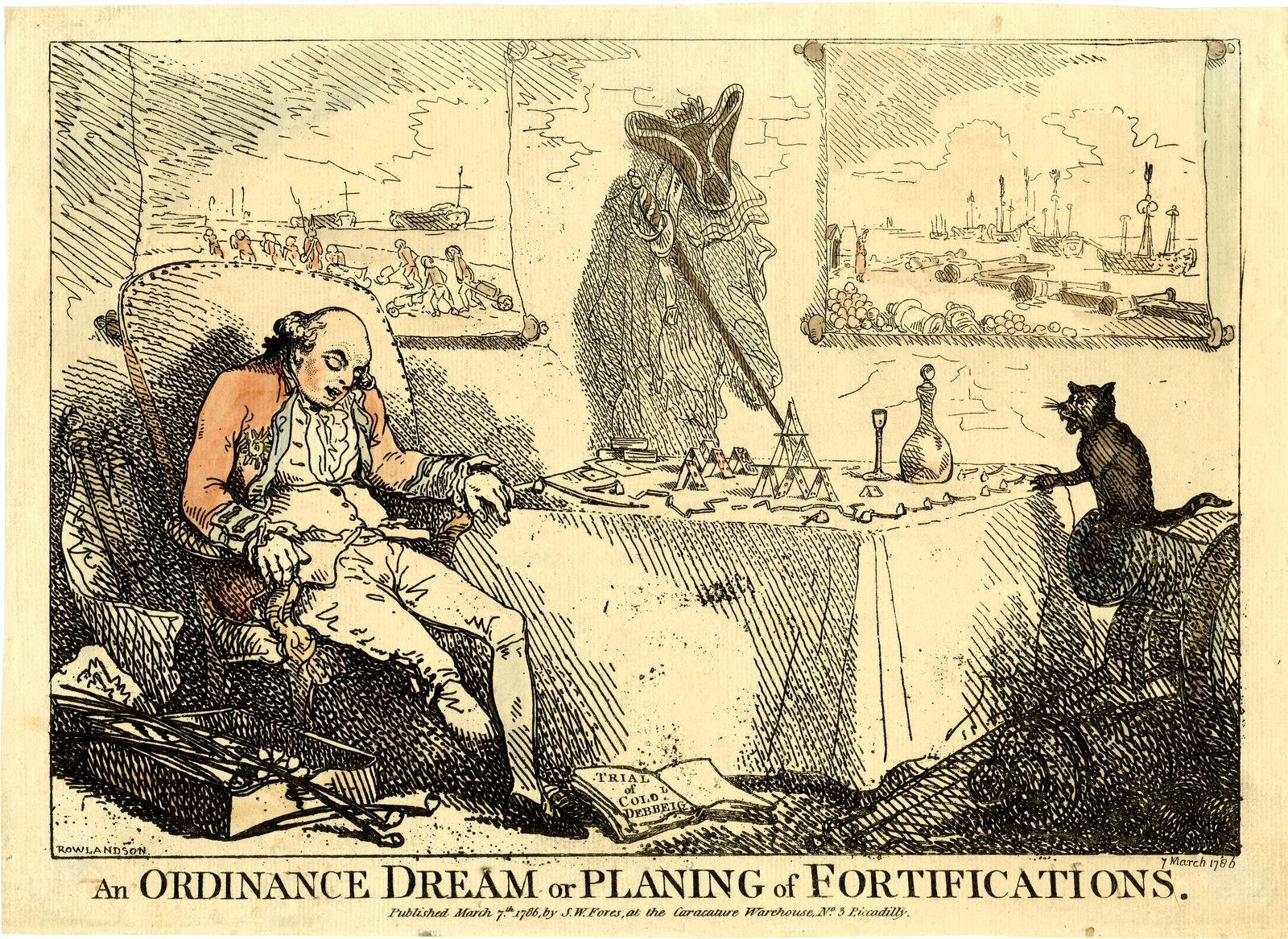
Les déboires d'un officier : le colonel Hugh Debbieg, officier du génie, passe en cour martiale en 1782 à la suite d'un désaccord avec le duc de Richmond, grand seigneur nommé grand-maître de l'artillerie. Caricature de Thomas Rowlandson, 1786.

L'organisation militaire britannique au XVIIIe siècle est marquée par un système complexe de pouvoirs et contre-pouvoirs car l'opinion publique, marquée par la guerre civile entre Charles Ier et Cromwell un siècle plus tôt, redoute tout débordement de la force armée. L'autorité est partagée entre le Commander-in-chief of the Forces, le Master-General of the Ordnance, le Secretary at War (en), le Secrétaire d'État à la Guerre et aux Colonies, le Premier Lord du Trésor et parfois le Premier ministre. Légalement, l'armée dépend du roi de Grande-Bretagne et non du Parlement mais celui-ci peut imposer sa volonté à l'armée en refusant de lui voter un budget. Par les Mutiny Acts (en), votés depuis 1688, le Parlement doit renouveler chaque année l'autorisation aux troupes de stationner en Grande-Bretagne. À la fin de chaque guerre, les régiments levés à titre exceptionnel sont dissous et leurs officiers réduits à la demi-solde.
Les officiers, sauf recrutement exceptionnel en temps de guerre, obtiennent leur grade par achat d'une commission au tarif fixé ; il en coûte 3 500 livres sterling pour acheter tous ses grades depuis l'enseigne jusqu'au lieutenant-colonel dans un régiment ordinaire d'infanterie de ligne et encore plus dans les régiments privilégiés, ce qui réserve l'avancement aux familles fortunées de la noblesse britannique au détriment du professionnalisme. L'esprit de caste des officiers, souvent issus des mêmes familles, rend difficile la promotion d'officiers étrangers, canadiens français ou, pendant la guerre, des loyalistes américains qui trouvent rarement un grade à la hauteur de leurs ambitions. Une des rares exceptions est le 60e régiment d'infanterie (60th (Royal American) regiment, futur King's Royal Rifle Corps), levé en Amérique du Nord pendant la guerre de Sept Ans et qui permet un avancement au mérite au prix d'une commission réduite : il est vrai qu'il est souvent exposé au feu et subit de lourdes pertes.

### Structure

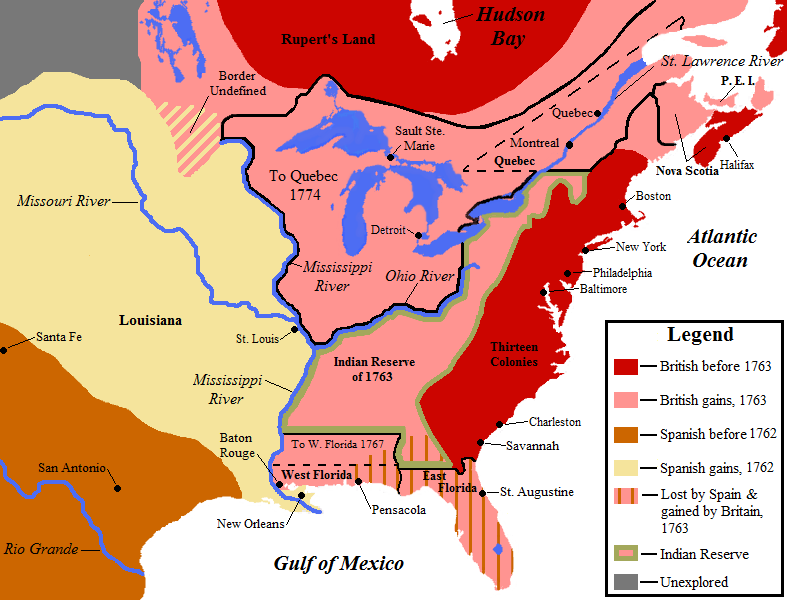
Colonies britanniques d'Amérique du Nord entre 1762 et 1783.

Le royaume de Grande-Bretagne avait fourni un effort militaire considérable pendant la guerre de Sept Ans et ses prolongements coloniaux (1754-1763). Malgré son système financier très performant, l'État avait accumulé une dette publique excessive qui l'obligeait à restreindre les dépenses de l'armée royale pour maintenir la marine britannique à son niveau de puissance mondiale. Après 1763, l'armée de terre ne compte plus que 20 régiments d'infanterie (11 000 hommes) en Grande-Bretagne, 21 régiments (10 000 hommes) dans la vice-royauté d'Irlande (en) toujours exposée aux révoltes, et 10 000 hommes dans les colonies dont 18 régiments dans les colonies américaines (Canada, Treize Colonies et Caraïbes) et 7 à Gibraltar. L'armée entretient aussi 16 régiments de cavalerie (6 869 hommes) et un corps d'artillerie (2 712 hommes). En outre, Londres verse des subsides à plusieurs principautés allemandes comme le duché de Brunswick-Lunebourg et le landgraviat de Hesse-Cassel pour qu'ils lui louent des régiments mercenaires (18 000 hommes au total) dont la moitié séjournent en permanence dans les possessions britanniques. L'armée royale peut donc compter sur environ 55 000 hommes au total.

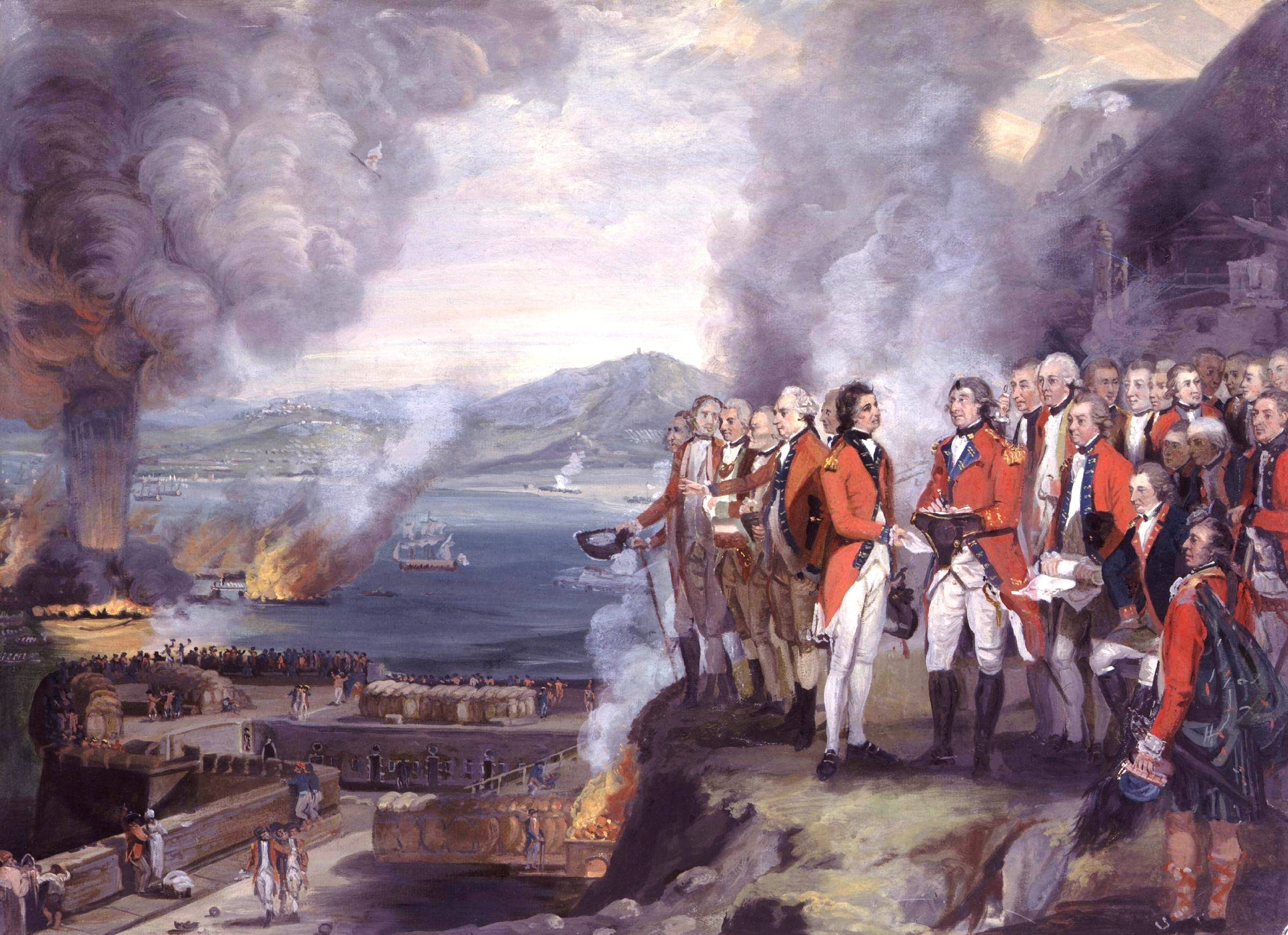
Le siège de Gibraltar, forteresse britannique à l'entrée de la Méditerranée, par les troupes franco-espagnoles en 1782, toile de George Carter, av. 1794.

Un régiment de cavalerie compte 231 hommes (officiers compris) divisés en 6 escadrons de 46 hommes ; le 17e régiment de dragons (en), avant son envoi en Amérique, est porté à 288 hommes. Un régiment d'infanterie a un effectif théorique de 737 hommes, et souvent beaucoup moins en pratique, répartis en 10 compagnies (8 d'infanterie ordinaire, une d'infanterie légère, une de grenadiers) ; chaque compagnie a 3 officiers, 5 sous-officiers, 2 tambours et 57 soldats, soit 67 hommes en tout. Au cours de la guerre, plusieurs régiments verront leur effectif augmenté par l'addition d'une ou deux compagnies supplémentaires. Le Royal Artillery compte 4 bataillons divisés en compagnies ; chaque compagnie a 6 officiers, 8 sous-officiers, 9 bombardiers, 17 canonniers, 73 soldats d'artillerie (matross) et 2 tambours.
L'infanterie de marine (Royal Marines) est organisée en 1763 sur la base de 63 compagnies réparties en 3 divisions, respectivement à Chatham, Plymouth et Portsmouth, qui constituent une réserve où la flotte prélève des hommes et du matériel en fonction des besoins.
La Compagnie britannique des Indes orientales entretient sa propre armée dans ses possessions indiennes : trois régiments européens, respectivement à Bombay, au Bengale et à Madras. En outre, chacune des trois présidences de Bombay, Bengale et Madras lève des régiments indigènes (cipayes) d'infanterie et de cavalerie légère.
Les régiments sont fréquemment déplacés d'un territoire à l'autre de l'Empire britannique, ce qui contribue à leur cohésion et rend la désertion plus difficile mais sépare les officiers et les hommes de leur famille et de leur milieu d'origine.

### Troupe

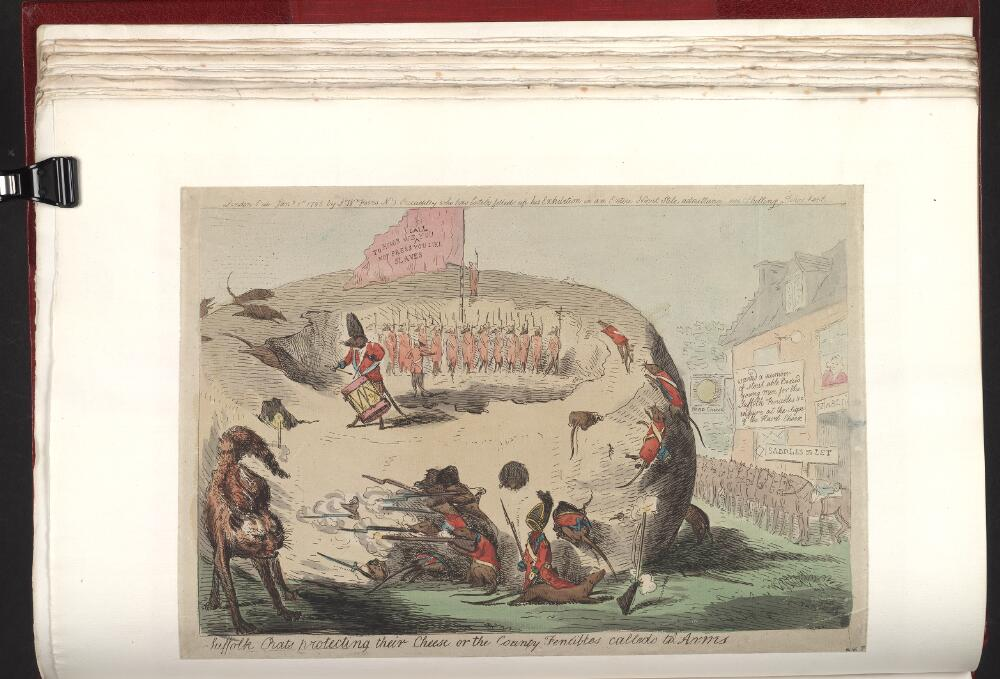
« Les rats du Suffolk défendant leur fromage ou l'appel aux armes des ' du pays », caricature d'Isaac Cruikshank, 1795.

Une milice locale est levée pour la défense des côtes de Grande-Bretagne et d'Irlande. En novembre 1778, l'armée compte 121 000 hommes de troupes régulières, dont 24 000 étrangers et 42 000 miliciens. En décembre 1778, alors que l'entrée en guerre de la France et celle, imminente, de l'Espagne laissent prévoir un grand effort militaire, le gouvernement présente au Parlement de Grande-Bretagne un état des effectifs annonçant un total de 125 000 hommes dont 24 000 étrangers à la solde du Royaume, ces derniers presque tous en Amérique sauf des détachements à Gibraltar et Minorque. 30 000 hommes de troupes régulières sont en Grande-Bretagne (y compris les îles Anglo-Normandes) et 10 000 en Irlande, plus 37 000 hommes de milice en Angleterre et Galles et 3 régiments de fencibles (en) (environ 3 000 hommes) en Écosse. Sur les troupes régulières de Grande-Bretagne, il faut compter 3 000 invalides, mutilés ou trop âgés pour le service de campagne mais encore utilisables comme garnison des forteresses ; leur valeur militaire est très inégale et le général Conway, gouverneur des îles Anglo-Normandes se plaint que ses invalides, ivrognes et indisciplinés, sont beaucoup plus nuisibles qu'utiles. Au cours de l'année 1779, cet effectif monte à 104 000 hommes de troupes régulières en Grande-Bretagne, 23 000 hommes  en Irlande et 42 000 miliciens, soit un total de 194 000 hommes.
Le recrutement, basé sur le volontariat, est difficile : la solde est basse et le simple fantassin, engagé en principe pour la vie, ne touche que 8 pennies par jour, la même solde que dans la New Model Army de Cromwell 130 ans plus tôt, malgré la hausse des prix survenue depuis. Pour encourager l'enrôlement, au début de la guerre, le Parlement offre une prime d'une livre et 10 shillings par homme, puis permet aux criminels de s'engager en échange de leur grâce, ainsi qu'aux hommes condamnés à la prison pour dettes : trois régiments sont ainsi formés parmi les repris de justice. Les hommes ainsi levés sont généralement envoyés outre-mer, à Gibraltar ou dans les Caraïbes, pour limiter les désertions.

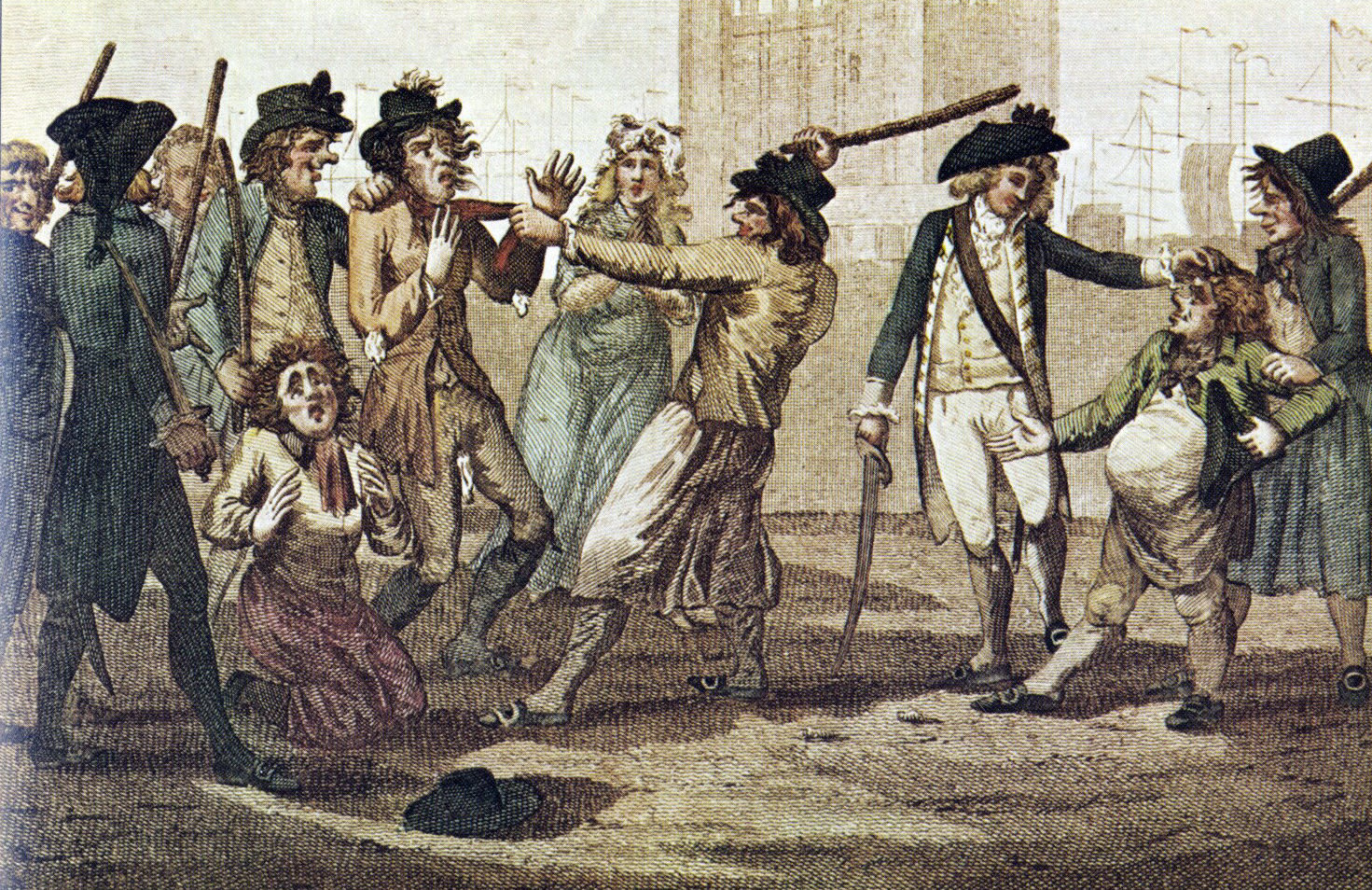
Rafle par un press gang, caricature britannique, v. 1780.

Les forces armées doivent de plus en plus recourir à la presse : les régiments et les unités de la Royal Navy louent des équipes d'hommes de main, les press gangs, qui raflent les hommes désœuvrés dans la rue. Il arrive que des bagarres opposent entre eux les press gangs rivaux de l'armée et de la marine. Comme beaucoup d'hommes s'enrôlent dans les milices locales pour échapper à la presse, l'armée régulière fait aussi des prélèvements dans ces milices. Le Parlement accorde le pardon aux déserteurs qui reviennent à leur unité.
Les soldats déserteurs sont exposés à la flagellation ou, à défaut, peuvent être versés de force dans le 60e régiment, au taux de pertes élevé et considéré comme une unité disciplinaire.
Après la défaite de Saratoga (octobre 1777) et l'entrée en guerre de la France (février 1778) et de l'Espagne (juin 1779), les besoins en effectifs s'accroissent. L'armée régulière passe de 48 000 à 121 000 hommes entre 1775 et 1781. À partir de 1778, l'armée autorise le financement par souscription : des villes et des riches seigneurs lèvent des troupes à leurs frais. 12 nouveaux régiments sont ainsi levés, totalisant 15 000 hommes. Ce système, déjà employé pendant les guerres précédentes, permet à des nobles ambitieux de gagner en prestige (« recruiting for rank », gagner en rang social en échange de recrues), d'étendre leur patronage politique et social, voire de faire des bénéfices en revendant des commissions d'officier à leurs protégés, mais il est critiqué par certains responsables comme le roi George III ou le général Jeffery Amherst parce qu'il incite à créer des nouveaux régiments sans expérience, qui ne seront pas opérationnels avant un an au mieux, plutôt que de compléter les régiments existants où le soldat serait entraîné en trois mois.
En 1778 et 1779, deux lois sur le recrutement élèvent la prime d'enrôlement à trois livres et permettent de quitter le service au bout de trois ans si la guerre est terminée. La loi de mai 1778, applicable à Londres, Westminster, en Middlesex et en Écosse, confère au juge de paix et au collecteur de la taxe foncière le pouvoir d'enrôler de force les hommes valides sans ressources ou activités connues, ou de moralité douteuse, ou contrebandiers prouvés ; elle exempte les électeurs et les agriculteurs en période de moisson. La loi de janvier 1779 élargit le champ d'application de cette mesure dans l'espoir d'inciter à l'enrôlement volontaire avec des résultats décevants : ainsi, parmi les Gypsies (en) de la New Forest, tous les hommes s'enrôlent pour toucher la prime et désertent aussitôt après. En mai 1780, la réaction négative de l'opinion publique oblige à mettre fin au recrutement forcé.
Pour les volontaires comme pour les enrôlements forcés, le soldat doit avoir entre 16 et 50 ans, avec une taille minimale de 5 pieds 3 pouces (1,60 m) entre 16 et 17 ans, de 5 pieds 4 pouces (1,63 m) au-delà.

### Auxiliaires allemands

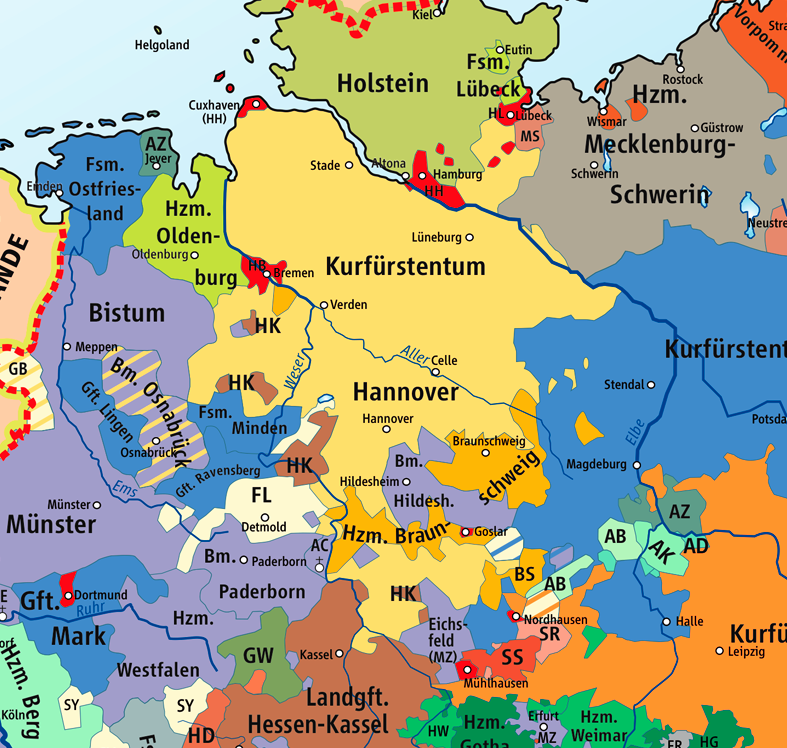
Le puzzle des principautés allemandes en 1789 : l'électorat de Hanovre (jaune) et quelques-uns de ses voisins, le duché de Brunswick (Braunschweig, orange pâle), le landgraviat de Hesse-Cassel (Hessen-Kassel, cramoisi), etc.

La Couronne britannique loue des troupes mercenaires à ses alliés des petites principautés allemandes, duché de Brunswick-Lunebourg, landgraviat de Hesse-Cassel, principautés de Hesse-Hanau, Ansbach, Anhalt-Zerbst, Waldeck, Solms, principauté épiscopale de Fulda : leur effectif total, sur les différents théâtres d'opérations, montera de 18 000 à 25 000 hommes au cours de la guerre. La pratique n'a rien d'exceptionnel à l'époque et le roi de France entretient plusieurs régiments recrutés dans les principautés catholiques de l'Allemagne du Sud, Royal-Allemand, Royal Deux-Ponts, Royal-Nassau, etc. Le recrutement est parfois laborieux : le prince-électeur de Bavière et le duc de Wurtemberg, qui avaient signé des contrats avec Londres, se trouvent en banqueroute avant d'avoir pu enrôler les hommes requis, et le duc de Brunswick-Lunebourg est sauvé de justesse de la faillite par la conclusion d'un tel contrat. Un colonel hanovrien, Albrecht von Scheither, signe un contrat par lequel il s'engage à enrôler 2 000 hommes pour lesquels il reçoit 10 livres sterling par tête, nourriture et transport compris, et s'engage à en recruter 2 000 de plus si la première livraison est assurée. Il se trouve en concurrence avec d'autres recruteurs opérant pour le compte de la Prusse, de l'Autriche, de la Compagnie néerlandaise des Indes orientales, voire d'autres princes allemands déjà sous contrat avec Londres, et ne peut trouver que 1 738 hommes sur lesquels 113 désertent et 161 (dont un épileptique) sont rejetés comme inaptes au service par son associé britannique, le colonel Fawcett (en).
L'électorat de Hanovre, possession personnelle héréditaire du roi George III de Grande-Bretagne, fournit quelques bataillons qui servent à Gibraltar, Minorque et en Inde.

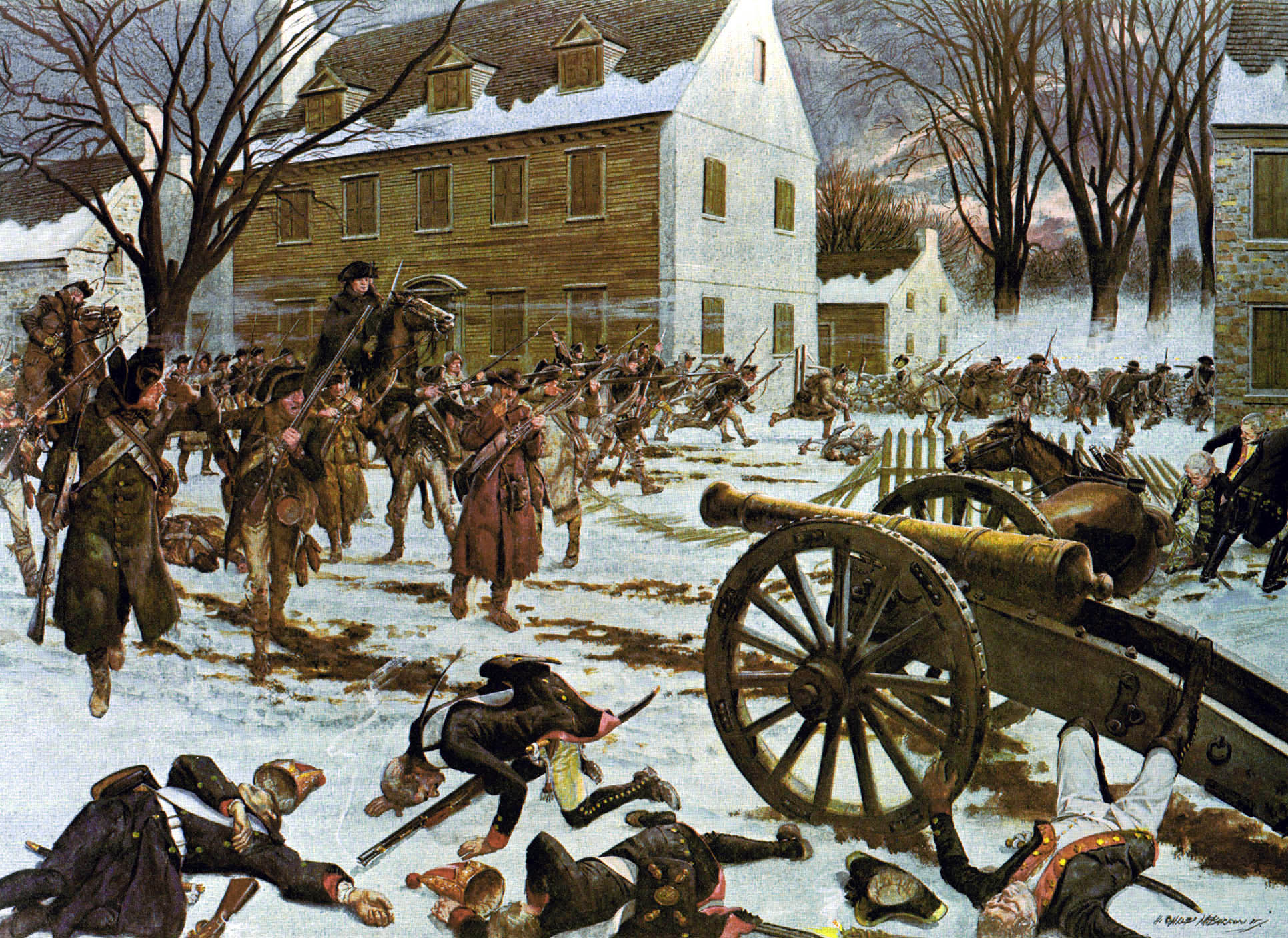
Les Hessois (à dr.) à la bataille de Trenton en décembre 1776, peinture de Charles McBarron, 1975.

Les mercenaires allemands sont utilisés principalement comme infanterie lourde en formation compacte, réputée peu mobile mais solide. Cependant, les principautés d'Anspach-Bayreuth et Hesse-Cassel fournissent plusieurs compagnies de chasseurs à pied (Jägers) employés comme éclaireurs, tirailleurs et messagers : vêtus de vert, ils emploient des tactiques de guérilla comparables à celles des riflemen américains.
Les Allemands constituent le gros de l'effectif britannique à la bataille de Trenton en décembre 1776. Les troupes allemandes du Canada forment la moitié de l'expédition du général John Burgoyne dans la vallée de l'Hudson qui s'achève par la défaite de Saratoga en octobre 1777. La baronne Friederike Riedesel, épouse du général Friedrich Adolf Riedesel qui commandait le contingent allemand, a laissé un récit détaillé de cette campagne et de la captivité des Allemands après leur reddition.

### Auxiliaires américains
À partir de janvier-février 1776, les Britanniques constituent un régiment à Halifax en Nouvelle-Écosse parmi les loyalistes américains, les New York Volunteers (en) qui deviendront le 3e régiment américain. En novembre 1776, un autre régiment est formé à New York parmi les American Refugees. En 1779, les loyalistes sont organisés en 5 régiments : le 1er régiment dans la province de New York et l'ouest du Connecticut, le 2e (105e régiment d'infanterie) irlando-américain levé à New York en 1777 sous le nom de Volunteers of Ireland (en), le 3e (New York Volunteers) envoyé sur le théâtre d'opérations du Sud, le 4e formé à New York et envoyé lui aussi dans le Sud, le 5e régiment (British Legion) formé à New York en juillet 1778.
Le 1er et le 5e régiments font partie des troupes de Lord Cornwallis qui doivent se rendre aux Franco-Américains à l'issue de la bataille de Yorktown (19 octobre 1781). Deux régiments des mêmes numéros sont reconstitués à New York en décembre 1782. Tous les régiments loyalistes doivent ensuite évacuer le pays lors du retrait britannique : ils sont conduits au Canada pour y être dissous en 1783.

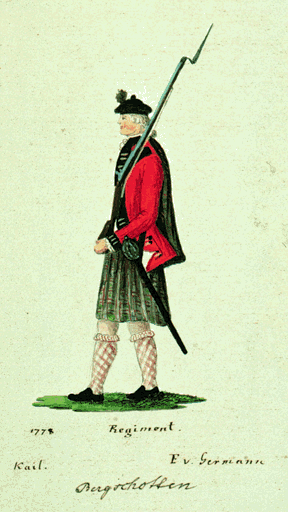
Soldat écossais du Royal Highland Emigrants, dessin de 1778.

Depuis le milieu du XVIIIe siècle , la Couronne britannique avait pris l'habitude d'envoyer des régiments Highlanders en Amérique, beaucoup de leurs soldats finissant par se fixer sur place en épousant des femmes du Canada ou de la Nouvelle-Angleterre. Les Frasers Highlanders, Black Watch, Montgomerie's Highlanders (en) ont ainsi un certain nombre de vétérans implantés dans la vallée de la rivière Mohawk et qui vont former le King's Royal Regiment of New York (en). Des migrants plus récents, venus directement d'Écosse au Canada, forment le régiment Royal Highland Emigrants (en).
Des milices locales de défense territoriale, les Fencibles, sont levées en Angleterre et au Canada : elles sont encadrées par des officiers de l'armée régulière. Les Royal Fencibles (en) de Nouvelle-Écosse participent à la défense de Fort Cumberland en novembre 1776.
Parmi les nations amérindiennes, la confédération des Iroquois était liée par traités aux Britanniques qui, par la proclamation royale de 1763, avaient interdit l'implantation sur leurs terres de colons blancs. Lorsque éclate la guerre d'indépendance, ils se divisent : les Onondagas, Cayugas, Senecas et Mohawks se rangent dans le camp britannique, les Tuscarora et Oneidas dans celui des insurgés. Les Abénaquis fournissent 400 guerriers à l'expédition du général Burgoyne mais, après sa défaite à Saratoga, une partie de leur tribu se retourne contre les Britanniques. Les Chicachas défendent la vallée du Mississippi contre les incursions des insurgés et participent à la défense de Pensacola contre les Franco-Espagnols. Les Chaouanons, Miamis, Wendats, Chactas et Cherokees se rangent aussi dans le camp britannique, alors que d'autres peuples choisissent le camp indépendantiste ou restent neutres.

## Galerie

Soldats britanniques et alliés dans la guerre d'Amérique
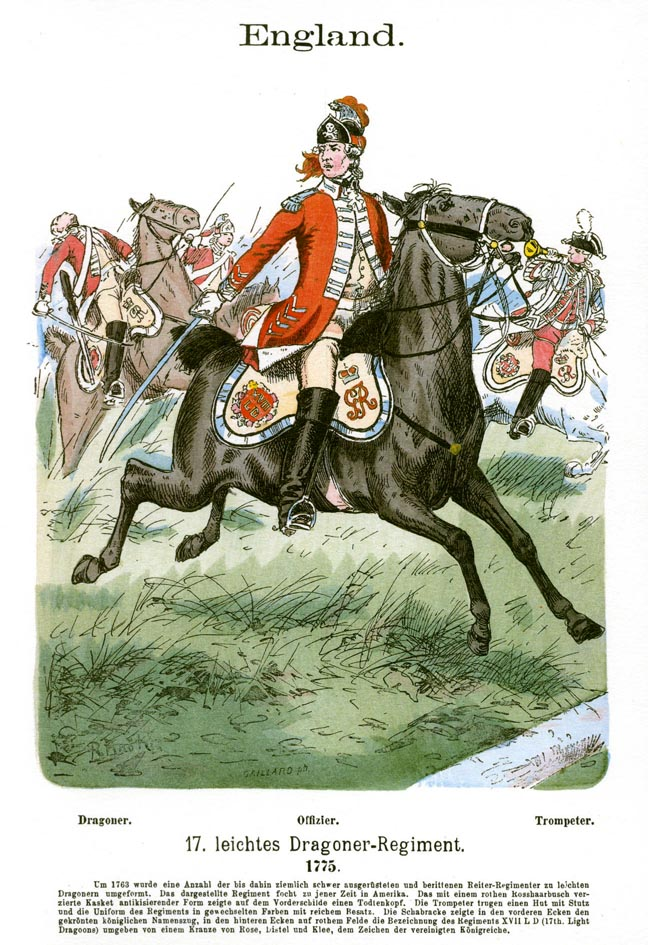
Cavalier du 17e régiment de dragons (en) en 1775, dessin de Richard Knötel, 1890.
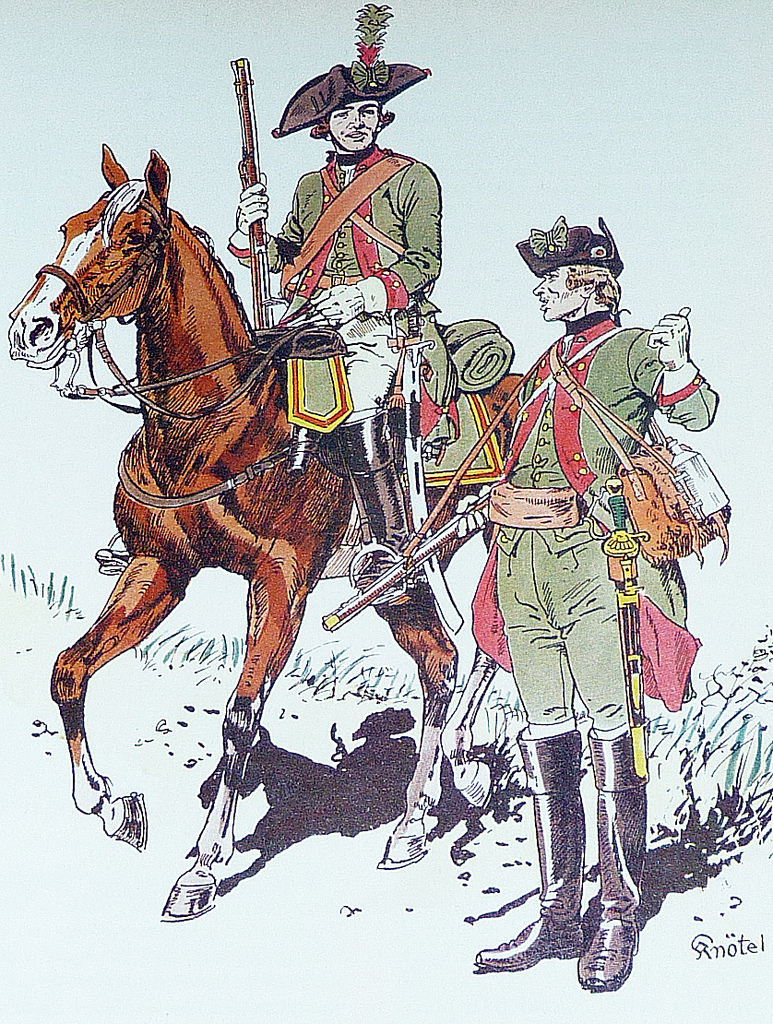
Mercenaires allemands dans la guerre d'Amérique, dessin de Richard Knötel (1857-1914).
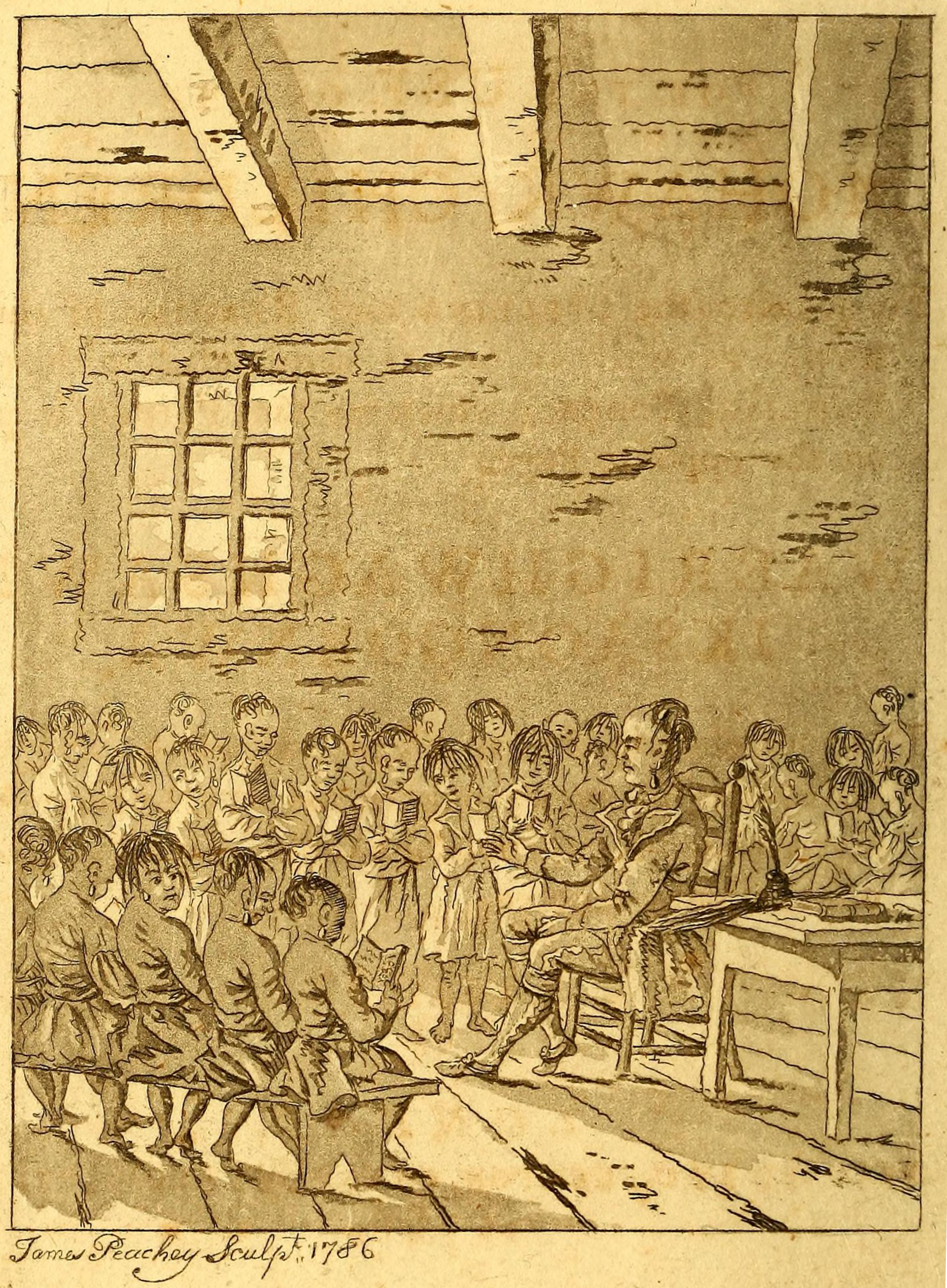
Les Mohawks sont une des nations amérindiennes à avoir choisi l'alliance britannique, dessin de 1786.
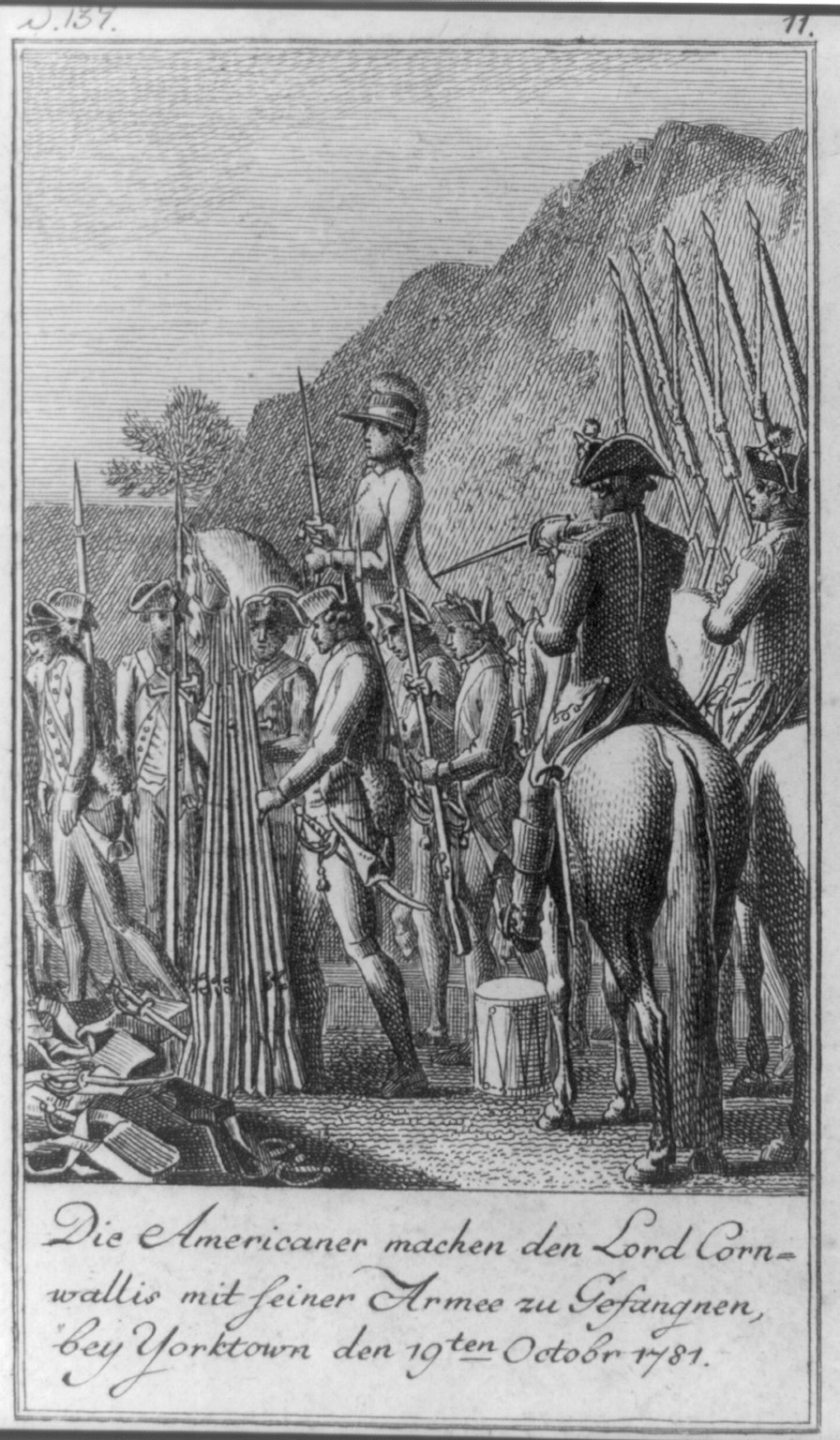
Reddition des Britanniques à la bataille de Yorktown, gravure de Daniel Chodowiecki, 1784.

## Commandants
- Jeffery Amherst, commandant en chef des forces britanniques (1778-1782 et 1783-1795)
- Henry Seymour Conway, commandant en chef des forces britanniques (1782-1783)

Commandants britanniques
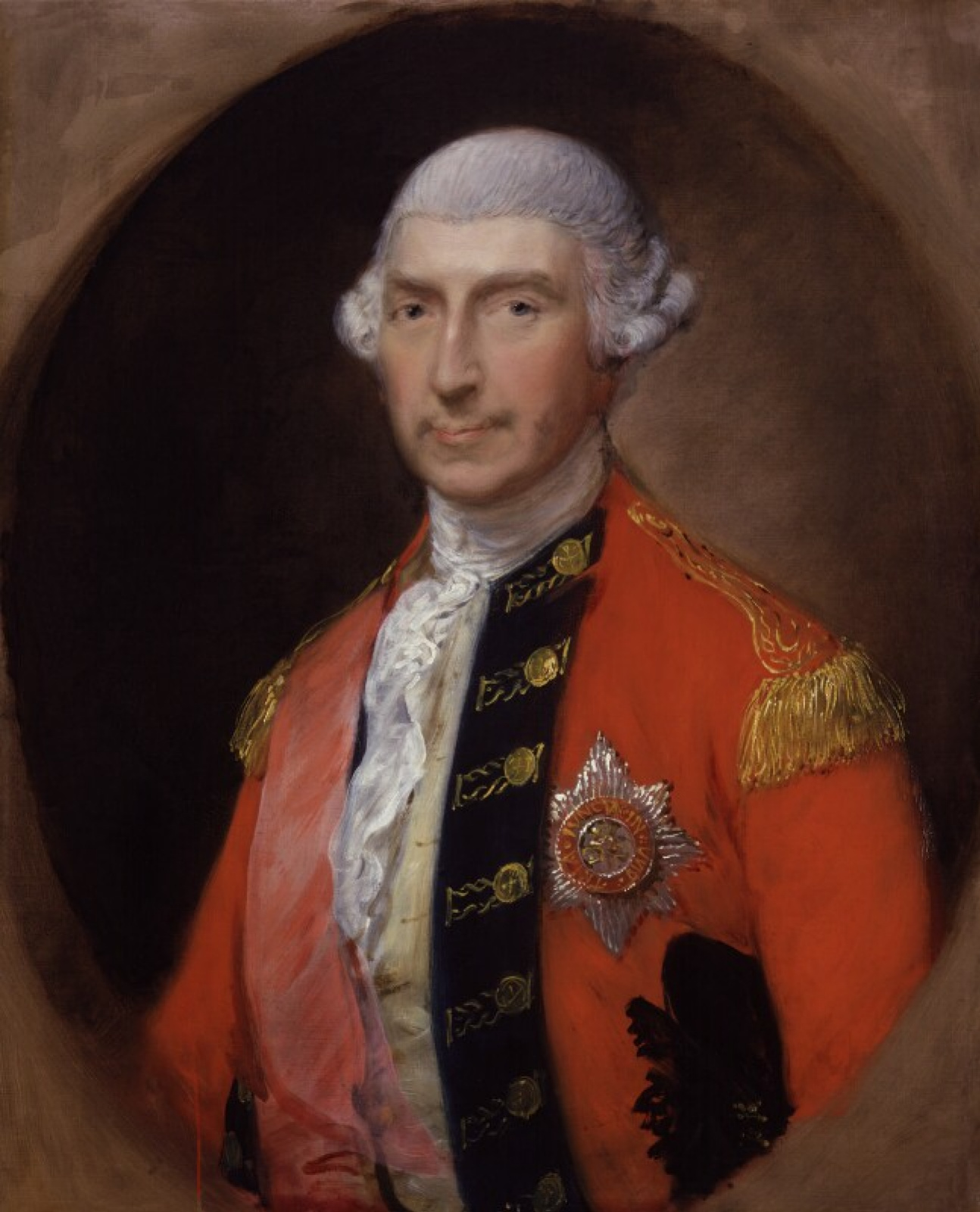
Jeffrey Amherst, commandant en chef de l'Armée britannique de 1778 à 1782.
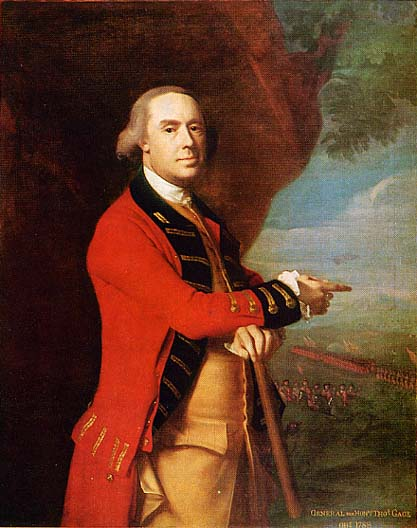
Thomas Gage, commandant des troupes en Amérique du Nord de 1763 à 1775.
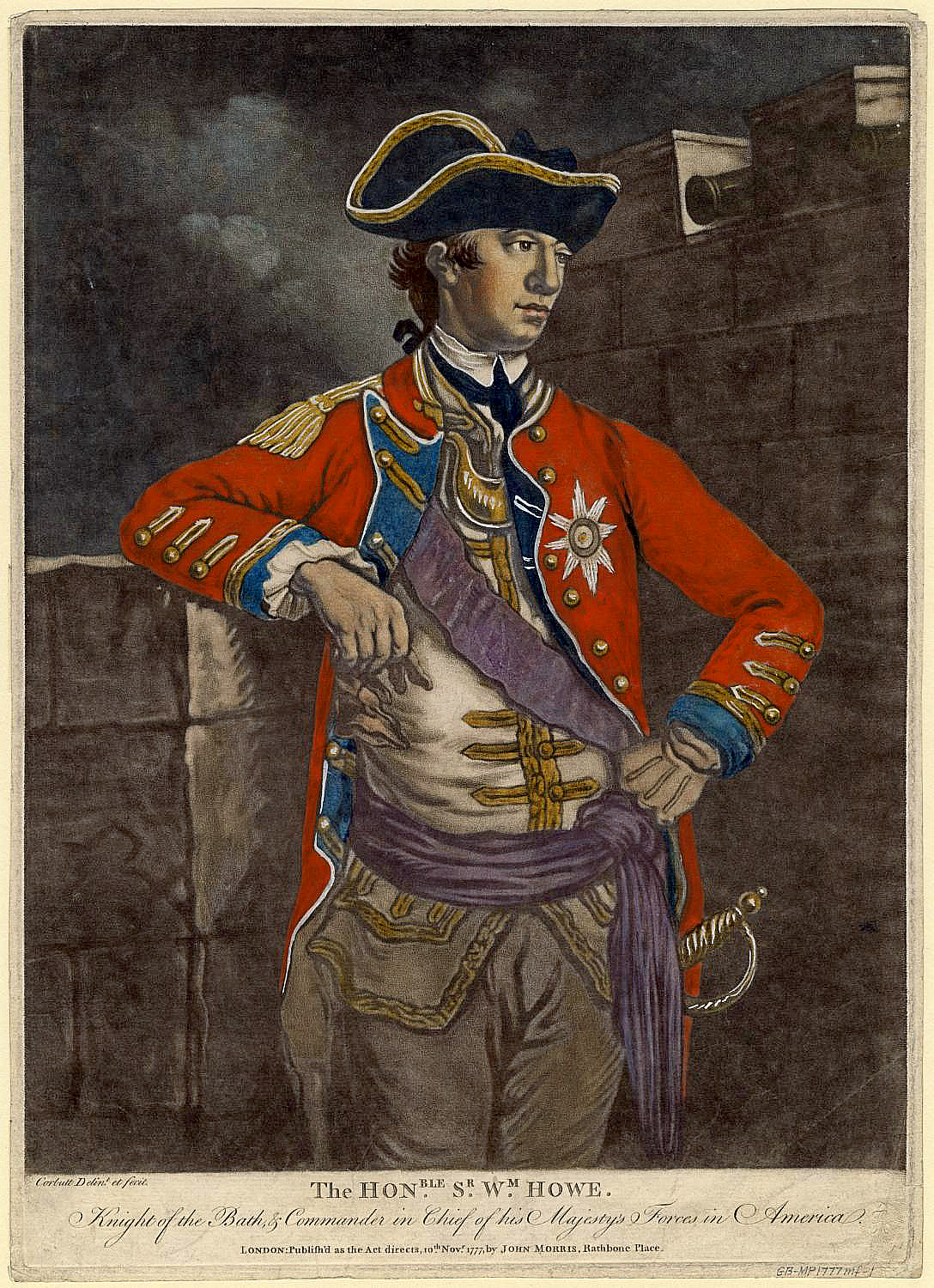
William Howe, commandant en Amérique du Nord de 1775 à 1778.
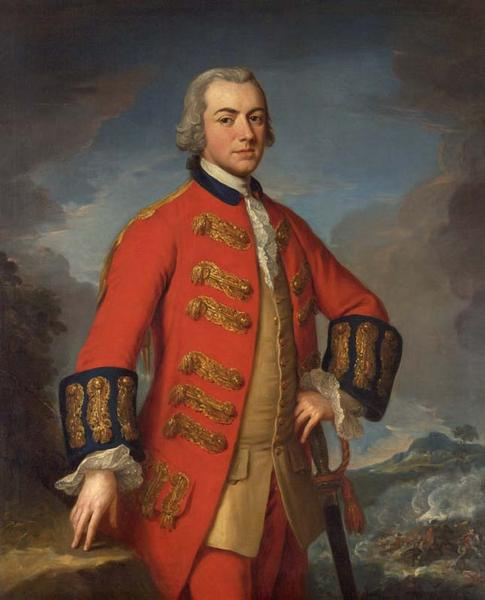
Henry Clinton, commandant en Amérique du Nord de 1778 à 1781.
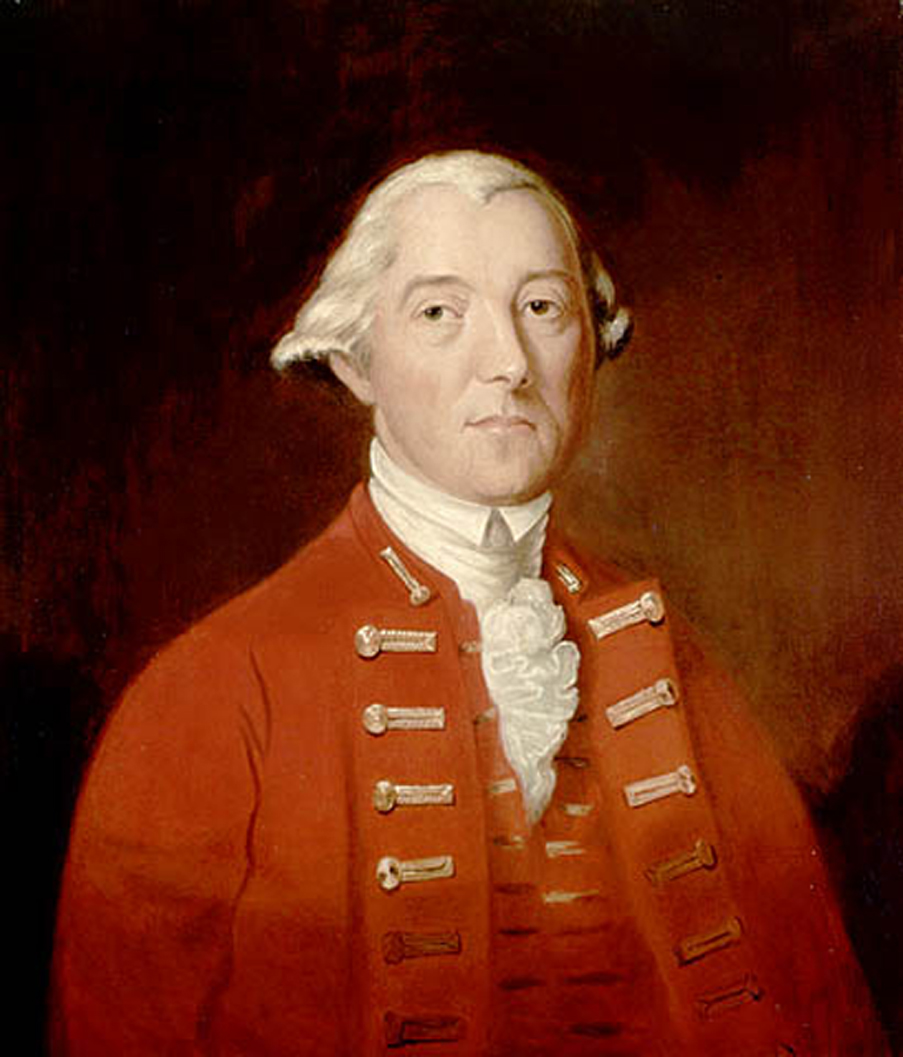
Guy Carleton, commandant en Amérique du Nord de 1782 à 1783.
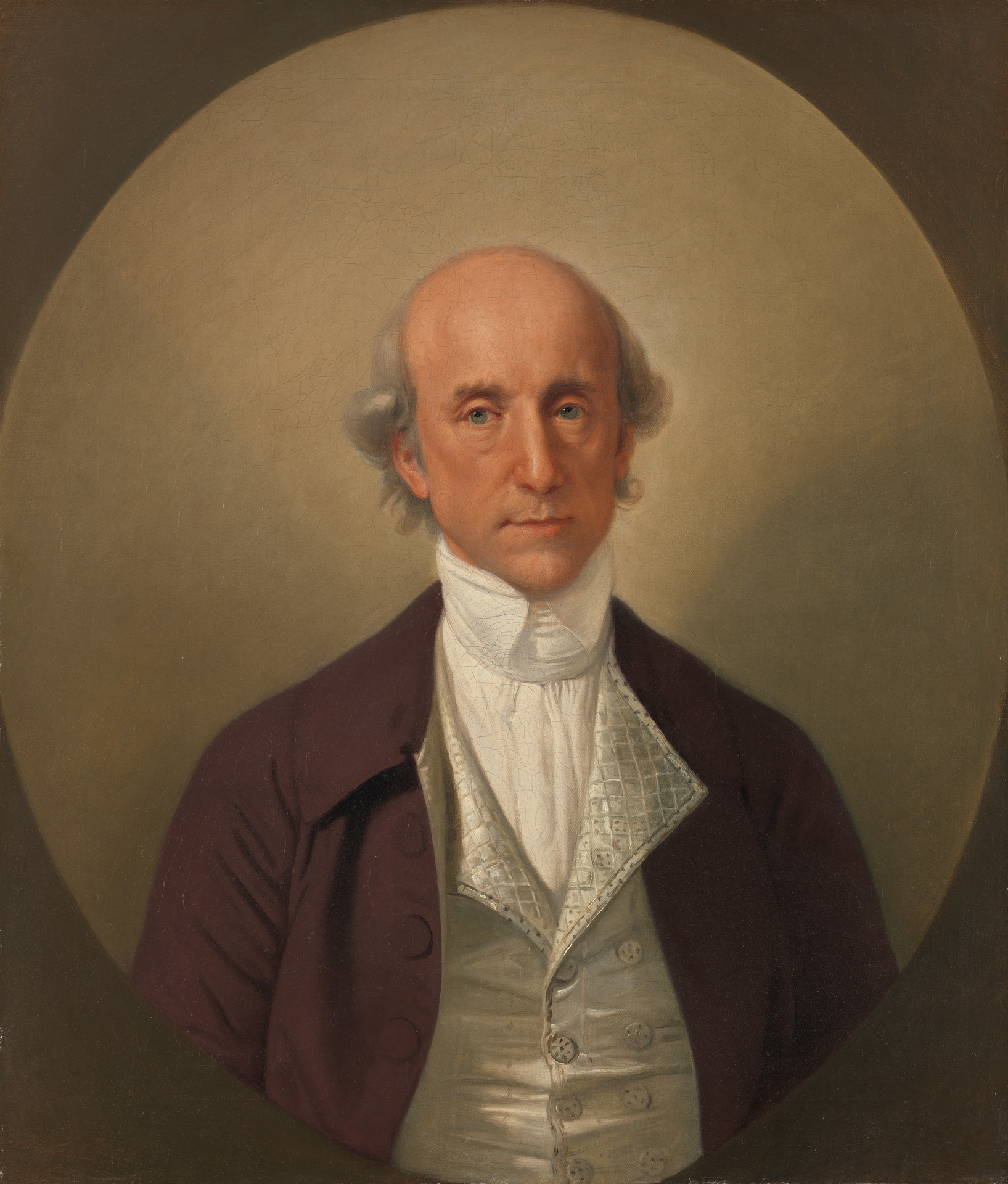
Warren Hastings, gouverneur de l'Inde britannique de 1774 à 1785.

## Campagnes

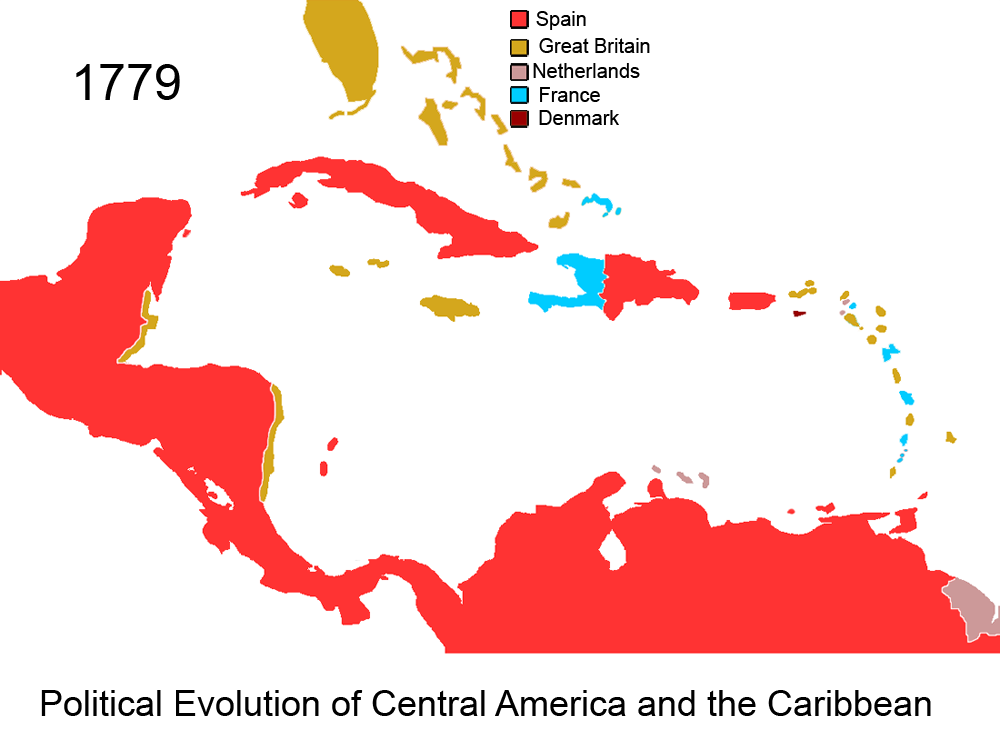
L'Amérique centrale et les Caraïbes en 1779 : colonies espagnoles (rouge), britanniques (jaune), françaises (bleu).

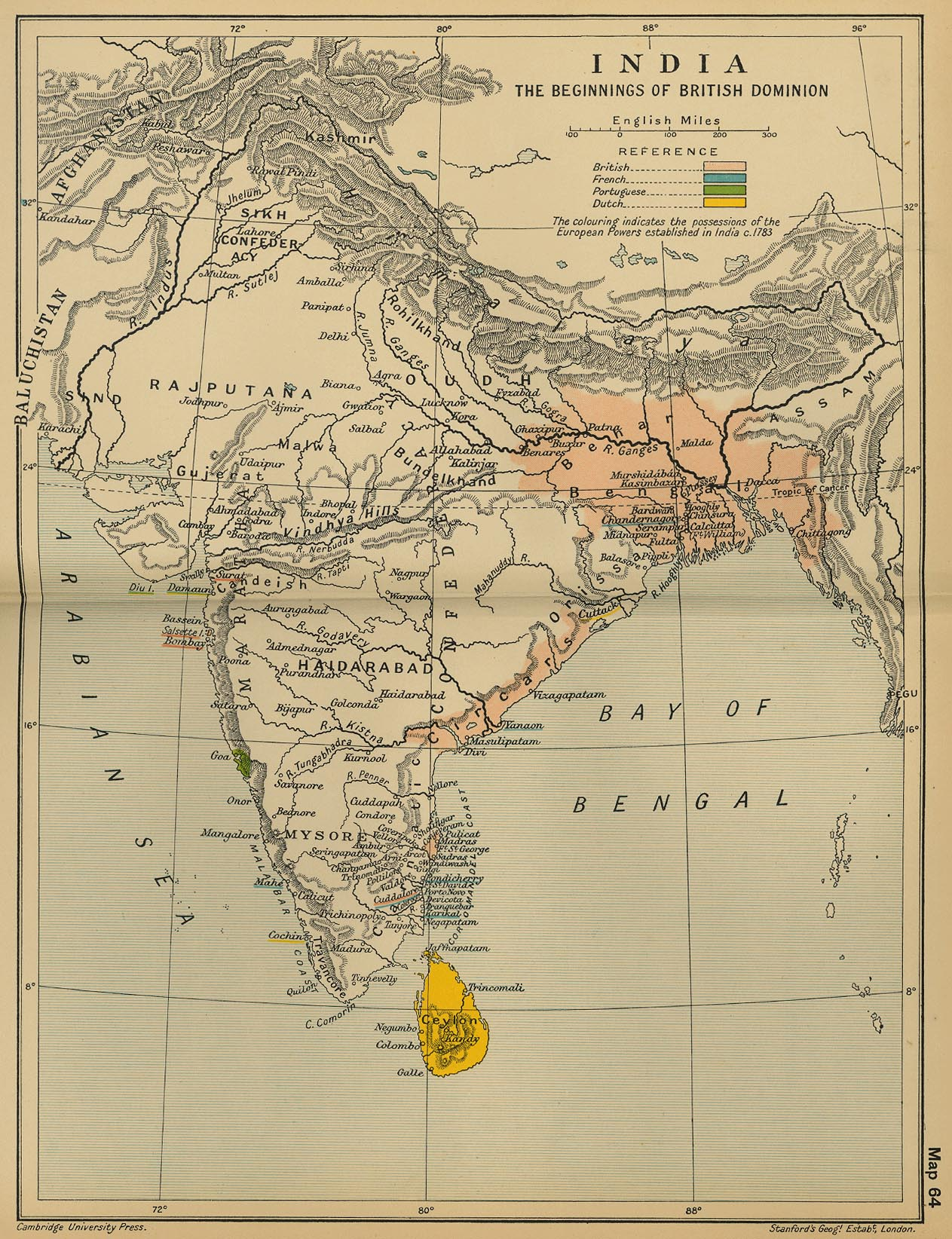
L'Inde et les colonies européennes en 1783 : colonies britanniques (rose), néerlandaises (jaune), françaises (bleu) et portugaises (vert).

- Théâtre continental nord-américain :
  - Campagne de Boston (1774-1776)
  - Défense du Québec (1775)
  - Campagne de New York et du New Jersey (1776-1777)
  - Campagne de Saratoga (1777)
  - Campagne de Philadelphie (1777-1778)
  - Opérations au nord-ouest (1775-1783)
  - Théâtre nord (en) (1778-1782)
  - Théâtre sud (1775-1782)
  - Campagne de Yorktown (1781)
- Théâtre atlantique : opérations amphibies contre les Espagnols et les Français dans les Caraïbes
  - Multiples mouvements des escadres françaises entre 1778 et 1783 dont la prise de Sainte-Lucie (1778)
  - Siège de Fort San Juan (1780)
  - Campagne de Floride occidentale avec le siège de Pensacola (1781)
  - Siège de Gibraltar (1779-1783)
  - Bataille de Jersey (1781)
- Théâtre indien : 
  - Première guerre anglo-marathe (1779-1782)
  - Deuxième Guerre de Mysore (1780-1784) contre Haidar Alî, souverain de Mysore, et son fils Tipû Sâhib soutenu en 1782-1783 par l'escadre française du bailli de Suffren

## Honneurs de bataille
Aucun honneur de bataille n'a été décerné pour les combats en Amérique du Nord, bien que certains régiments les aient demandés. Plusieurs ont été attribués pour d'autres théâtres d'opérations:
- Théâtre atlantique : prise de Sainte-Lucie, siège de Gibraltar, bataille de Jersey, bataille des Saintes ;
- Théâtre indien : campagne du Gujarat, bataille de Sholinghur, siège de Mangalore, campagne du Carnatique[3].

## Sources et bibliographie
- (en) Cet article est partiellement ou en totalité issu de l’article de Wikipédia en anglais intitulé « British Army during the American Revolutionary War » (voir la liste des auteurs) dans sa version du 28 septembre 2020.
- Rodney Atwood, The Hessians, Cambridge University, 2002
- Rebecca Beatrice Brooks, Native Americans in the Revolutionary War, History of Massachussets Blog, 15 novembre 2018,
- David Dobson, Scottish Soldiers in Colonial America, vol.3, Clearfield, Baltimore, 2004
- Roch Legault, L’organisation militaire sous le régime britannique et le rôle assigné à la gentilhommerie canadienne (1760-1815), Revue d'histoire de l'Amérique française, Volume 45, Numéro 2, automne 1991, p. 229–249
- Richard A. Rinaldi, The British Army 1775-1783, 2012
- Spencer C. Tucker (dir.), American Revolution: The Definitive Encyclopedia and Document Collection, vol.2, ABC Clio, 2018